# Calliphylla
Calliphylla là một chi bướm đêm thuộc họ Gelechiidae.